# Wikipedia in tagico
La Wikipedia in tagico (tagico: Википедияи Тоҷикӣ), spesso abbreviata in tg.wiki, è l'edizione in lingua tagica dell'enciclopedia online Wikipedia.

## Storia
È stata aperta il 27 gennaio 2004.
Le voci sono scritte sia in caratteri cirillici che latini.
Dall'8 al 17 ottobre 2017 è passata da 69.000 ad oltre 116.000 voci grazie all'aggiunta di migliaia di abbozzi di voci sui calciatori; nei giorni successivi molti di questi sono stati cancellati e la Wikipedia in tagico si è stabilizzata sulle 87.000 voci.
Due anni dopo, nel dicembre 2019, è tornata sopra le 100.000 voci.

## Statistiche
La Wikipedia in tagico ha 114 947 voci, 280 900 pagine, 56 622 utenti registrati di cui 76 attivi, 6 amministratori e una "profondità" (depth) di 11 (al 21 marzo 2025).
È la 70ª Wikipedia per numero di voci ma, come "profondità", è la 62ª fra quelle con più di 100.000 voci (al 14 ottobre 2024).

## Cronologia
- 30 agosto 2006 — supera le 1000 voci
- 23 aprile 2012 — supera le 10.000 voci
- 18 luglio 2016 — supera le 50.000 voci ed è la 76ª Wikipedia per numero di voci
- 15 ottobre 2017 — supera le 100.000 voci ed è la 60ª Wikipedia per numero di voci
- 18 ottobre 2017 — ritorna sotto le 100.000 voci ed è la 62ª Wikipedia per numero di voci
- 20 dicembre 2019 — torna a superare le 100.000 voci ed è la 63ª Wikipedia per numero di voci